# Дубровський Володимир Васильович (художник)
Володимир Васильович Дубровський (нар. 18 лютого 1923, Київ) — радянський український художник комбінованих зйомок. Член Національної спілки кінематографістів України.

## Біографічні відомості
Народився 18 лютого 1923року у Києві. Навчався у Київському художньому інституті (1948).

## Фільмографія
Працював у фільмах:
- «Гори, моя зоре!» (1957)
- «Киянка» (1958, 2 а)
- «Звичайна історія»
- «Кров людська — не водиця»
- «Спадкоємці» (1960)
- «Роки дівочі» (1961)
- «Українська рапсодія» (1961)
- «Закон Антарктиди» (1962)
- «Три доби після безсмертя» (1963)
- «Космічний сплав» (1964)
- «Немає невідомих солдатів» (1965)
- «А тепер суди...» (1966)
- «Два роки над прірвою» (1966)
- «Гольфстрим» (1968)
- «Помилка Оноре де Бальзака» (1968)
- «Поштовий роман» (1969)
- «Родина Коцюбинських» (1970)
- «Ніна» (1971)
- «Зозуля з дипломом» (1971)
- «Довга дорога в короткий день» (1972)
- «В бій ідуть самі „старі“» (1973),
- «Будні карного розшуку» (1973),
- «Дума про Ковпака» (1975, ч. 2. «Хуртовина»)
- «Блакитні блискавки» (1978)
- «Чекаю і сподіваюсь» (1980, т/ф, 2 а)
- «Снігове весілля» (1980)
- «Дивна відпустка» (1980, т/ф, 3 а)
- «Жінки жартують серйозно» (1980),
- «Високий перевал» (1981)
- «Якщо ворог не здається...» (1982)
- «Знайди свій дім» (1982, т/ф)
- «В лісах під Ковелем» (1984, т/ф, 3 с)
- «...І чудова мить перемоги» (1984)
- «І в звуках пам'ять відгукнеться...» (1986)
- «Генеральна репетиція» (1988)
- «Етюди про Врубеля» (1989) та ін.